# 阿雷桑德罗·纳塔
阿雷桑德罗·纳塔（Alessandro Natta；1918年1月7日—2001年5月23日) ，義大利共產黨总书记。

## 生涯
纳塔生于生于意大利因佩里亚，1936—1941年就读于比萨师范学院文学系。1943年在抗击德国侵略者战斗中受伤被俘及囚于德国，第二次世界大战结束后回国。1945年加入意大利共产党。1946年当选为因佩里亚市议员。1948年成为意大利众议院议员。1950年任意共因佩里亚省委书记。1956年当选为意共中央委员。1976—1979年，任意共众议院议会党团主席。1983年意共十六大上，当选为中央监察委员会主席。1984年当选为欧洲议会议员，同年6月恩里科·贝林格去世后，接任意共总书记。1988年6月辞去意共总书记职务。
1991年意共二十大决定将共产党改组为左翼民主党，接受市場經濟道路及放棄過去激進的左翼路線，他明确表示反对，主张重建共產黨。